# Transformator energetyczny

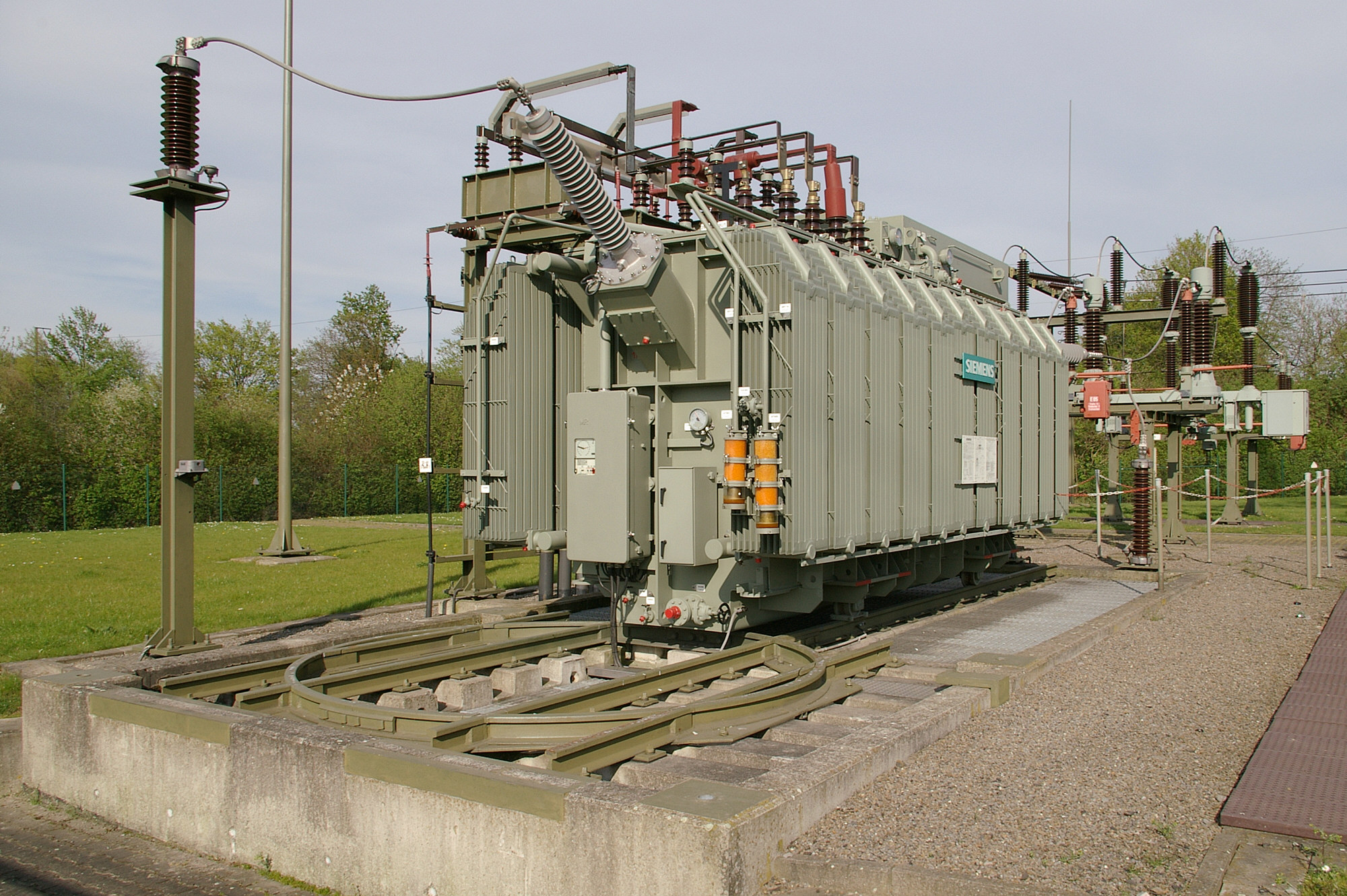
Transformator energetyczny

Transformator energetyczny – transformator elektryczny używany w elektroenergetyce w procesie przetwarzania energii elektrycznej i jej dystrybucji. Jest urządzeniem statycznym, które działa na zasadzie indukcji elektromagnetycznej i jest przeznaczone do przetwarzania układu napięć i prądów przemiennych na jeden lub kilka układów napięć i prądów o innych na ogół wartościach, lecz o tej samej częstotliwości.
Pierwszy transformator trójfazowy wymyślił i skonstruował w 1890 roku Polak z pochodzenia Michał Doliwo-Dobrowolski. Dokonał tego będąc dyrektorem w niemieckiej firmie AEG i we współpracy ze szwajcarską firmą Oerlikon.

## Podział
Ze względu na charakterystykę pracy i parametry można wyróżnić następujące typy transformatorów energetycznych:
- transformator blokowy – transformator energetyczny stosowany w elektrowniach w celu podwyższenia napięcia generatorowego do poziomu napięcia sieci przesyłowej (220 lub 400 kV);
- autotransformator wysokich napięć – transformator energetyczny stosowany w miejscach przejść jednego napięcia przesyłowego na inne, np. z 400 kV do 220 kV;
- transformator sieciowy mocy – transformator energetyczny sieciowy stosowany do transformacji napięć przesyłowych 400 kV i 220 kV oraz napięcia dosyłowego 110 kV na napięcia średnie 15 kV, 10 kV. Może być wyposażony w odczepy na napięcia niskie (gospodarcze) 0,4 kV;

Pod względem konstrukcyjnych rozróżnia się dwa podstawowe rozwiązania:
- transformator olejowy, którego rdzeń wraz z uzwojeniem jest zanurzony w zamkniętej pokrywą kadzi stalowej z olejem mineralnym lub syntetycznym stanowiącym element izolacyjny;
- transformator suchy z uzwojeniami oraz z rdzeniem znajdującym się w powietrzu lub zalewie żywicznej, stosowany do mniejszych mocy i niektórych zastosowań specjalnych.

Pod względem mocy znamionowych transformatory energetyczne dzieli się na 3 grupy:
- I grupa – transformatory o mocy większej niż 100 MVA lub transformatory o górnym napięciu nie mniejszym niż 220 kV;
- II grupa – transformatory o mocy większej od 1600 kVA nie zaliczane do grupy I;
- III grupa – transformatory o mocy nie większej niż 1600 kVA.

## Przykład
Przykład transformatora 16MVA z napięcia 110 kV na 15 kV
Zastosowanie
Transformator ten służy do obniżania napięcia w sieciach energetycznych.
Warunki pracy
Transformatory w wykonaniu normalnym są przeznaczone do klimatu umiarkowanego. Mogą być instalowane do wysokości 1000 m n.p.m. na otwartych przestrzeniach lub w pomieszczeniach wystarczająco przewietrzanych, w atmosferze wolnej od pyłów i gazów chemicznie aktywnych lub zagrażających wybuchem. Temperatura otoczenia od -25 °C do +40 °C (248 K do 313 K), średnia temperatura roczna nie może przekraczać +20 °C (293 K). Transformatory są dostosowane do pracy ciągłej a warunki obciążalności są zgodne z normą PN-71/E-81000 oraz IEC Publ. nr 354.
Tolerancje
Zgodnie z obowiązującymi normami na parametry transformatorów są przewidziane następujące tolerancje:
- straty stanu jałowego +15%
- straty stanu obciążeniowego +15%
- straty całkowite +10%
- prąd stanu jałowego +30%
- napięcie zwarcia +/-7,5%

Opis budowy
Rdzenie transformatorów trójkolumnowe wykonane są z blachy transformatorowej zimnowalcowanej pokrytej izolacją nieorganiczną. Ukosowane blachy rdzenia są zaplatane w sposób zapewniający obniżenie strat jałowych i poziomu hałasu. Uzwojenia transformatorów wykonane są z miedzi elektrolitycznej w izolacji papierowej. Przełącznik zaczepów do regulacji podobciążeniowej po stronie GN wbudowany do transformatora jest wyposażony w napęd silnikowy o napięciu 3x380/220 V, 50 Hz, napięcie sterowania 220 V, 50 Hz. Napęd może być sterowany elektrycznie zdalnie lub lokalnie jak też może być napędzany ręcznie za pomocą korby. Napęd jest wyposażony we wskaźnik położenia zaczepów przełącznika. Kadź bez dodatkowego wyposażenia wytrzymuje różnice między ciśnieniem wewnętrznym i zewnętrznym ±500 hPa. Konstrukcja kadzi umożliwia podnoszenie transformatora przy pomocy podnośników hydraulicznych oraz suwnic lub dźwigów. Konserwator dwukomorowy (osobna komora dla przełącznika zaczepów pod obciążeniem). Radiatory nabudowane na kadzi transformatora, które, jeśli zajdzie konieczność, można zdemontować. Radiatory posiadają korki do spustu oleju i odpowietrzania oraz są montowane do kadzi poprzez zastawki pozwalające na odcięcie oleju w kadzi od radiatorów. Radiatory ocynkowane. Transformator pokryty jest lakierem odpornym na czynniki atmosferyczne.
Wyposażenie transformatora
- zawory probiercze do prób oleju z górnej i dolnej części kadzi
- zawory do spustu i napełniania oleju na kadzi i konserwatorze oraz do filtrowania oleju
- korki w dnie kadzi do spuszczania osadu i resztek oleju
- zaciski uziemiające na kadzi
- wsporniki i ucha do podnoszenia i przeciągania transformatora
- kółka w podwoziu z obrzeżami do przesuwania w dwóch kierunkach, o rozstawieniu 1505 mm

Izolatory przepustowe
Na pokrywie transformatora będą umieszczone 3 przepusty fazowe GN i jeden przepust GN punktu zerowego, oraz 3 przepusty DN.
Napięcie znamionowe izolatorów przepustowych:
- zaciski liniowe GN: 123 kV (izolatory kondensatorowe)
- zacisk punktu zerowego: 52 kV (izolator kondensatorowy)
- zaciski liniowe DN: 15 kV (izolatory olejowe)

Aparatura kontrolno pomiarowa
- przekaźnik Buchholza ze stykami do sygnalizacji i wyłączania transformatora
- przekaźnik ciśnieniowy do podobciążeniowego przełącznika
- dwa magnetyczne wskaźniki poziomu oleju w konserwatorze (dla transformatora i przełącznika) ze stykami sygnalizacyjnymi działającymi przy obniżonym poziomie oleju poniżej dopuszczalnego
- dwa odwilżacze powietrza
- termometr tarczowy kontaktowy do pomiaru temperatury oleju ze wskaźnikiem maksymalnej temperatury oraz stykami do sygnalizacji i wyłączania transformatora
- termometr oporowy ze wskaźnikiem do zainstalowania w rozdzielni
- zawór bezpieczeństwa ze stykami wyzwalającymi
- obwody sterowania aparatury zabezpieczającej są doprowadzone do skrzyni zaciskowej umieszczonej na transformatorze

## Oznaczenia transformatorów
Sposób oznaczenia transformatorów energetycznych i autotransformatorów według BN-78/3010-06 stosuje się do oznaczeń na tabliczkach znamionowych, w katalogach, cennikach, prospektach itp.
| Numer grupy | Numer cechy w grupie | Rodzaj oznaczenia                  | Opis oznaczenia | Częściej spotykane oznaczenia |
| ----------- | -------------------- | ---------------------------------- | --- | --- |
| I           | 1 2 3 4 5 6 7 8      | litera liczba litera liczba litera | symbol wyrobu przeznaczenie liczba faz sposób chłodzenia sposób regulacji napięcia liczba uzwojeń fazowych symbol serii wykonanie w danej serii | T – transformator; A – autotransformator; N – transformator energetyczny olejowy; F – suchy; I – sprzęgający U – uziemiający; M – przekształtnikowy H,L,P – piecowy (do pieców oporowych, indukcyjnych, łukowych); S – spawalniczy; D – dodawczy; R – z rozdzielonymi uzwojeniami podaje się jeśli jest różna od trzech O – ONAN, A – ONAF, M – OFAN, E – OFAF, S – ODAF, U – OFWF, I – ANAN, T – AFAF, H – AFAN, R – ANAF P – bez regulacji, R – regulacja skokowa pod obciążeniem, S – j.w. lecz w stanie beznapięciowym, C – regulacja ciągła dotyczy transformatorów o trzech lub więcej uzwojeniach A, B,... A, B,... |
| II          |                      | liczby oddzielone ukośna kreską    | określenie wielkości | moc znamionowa, kVA/napięcie znamionowe sieci dołączonej do uzwojenia GN, kV |
| III         | 1 2 3 4              | litera liczba litera               | miejsce pracy środowisko pracy materiał nawojowy wykonanie specjalne                                                                            | P – urządzenie przeznaczone do pracy na wolnym powietrzu, E – w pomieszczeniu zamkniętym nie klimatyzowanym, V – w pomieszczeniu klimatyzowanym N – klimat umiarkowany na lądzie, M – morski, I – tropikalny, na lądzie, S – środowisko wybuchowe brak oznaczenia – uzwojenia z miedzi, 2 – uzwojenia z aluminium H – transformator hermetyzowany, S – hermetyczny, G – suchy bez obudowy, I – suchy w obudowie izolacyjnej M – suchy w obudowie metalowej |

Przykłady oznaczeń:
- transformator energetyczny, olejowy, trójfazowy z chłodzeniem ONAN, z regulacją skokową w stanie beznapięciowym, dwuuzwojeniowy, serii A, o mocy 100 kVA, z uzwojeniem GN przyłączonym do sieci o napięciu znamionowym 15 kV, przeznaczony do pracy na wolnym powietrzu w klimacie umiarkowanym na lądzie, z uzwojeniami aluminiowymi, hermetyczny: TNOSA 100/15 PN2S;
- transformator energetyczny, suchy, trójfazowy, z chłodzeniem ANAN, z regulacją skokową w stanie beznapięciowym, dwuuzwojeniowy, serii C, o mocy 400 kV, z uzwojeniem GN przyłączonym do sieci o napięciu znamionowym 6 kV, przeznaczony do pracy w pomieszczeniu zamkniętym nieklimatyzowanym, w klimacie umiarkowanym, z uzwojeniami miedzianymi, w obudowie metalowej: TFISC 400/6 ENM;
- autotransformator sprzęgający, olejowy, trójfazowy, z chłodzeniem ODAF, z regulacją skokową pod obciążeniem, z uzwojeniami wyrównawczymi, serii B, o mocy znamionowej 500 MVA, z uzwojeniem GN przyłączonym do sieci o napięciu 400 kV, przeznaczony do pracy na wolnym powietrzu w klimacie umiarkowanym, uzwojenia miedziane: AISR3B 500000/400 PN.

## Grupy połączeń
Transformatory trójuzwojeniowe stosowane w stacjach rozdzielczych i zasilających posiadają następujące układy połączeń:
- gwiazda-zygzak (Yz) z uziemionym punktem neutralnym. Stosowane do zasilania czteroprzewodowego układu sieci niskiego napięcia o znacznej asymetrii obciążenia w zakresie mocy 20-250 kVA.
- trójkąt-gwiazda (Dy) – z uziemionym punktem neutralnym. Stosowany jest powszechnie w sieciach przemysłowych. Układ ten mają transformatory o mocy powyżej 315 kVA dla zasilania czteroprzewodowego sieci nn o asymetrii obciążenia dochodzącej do 10%.
- gwiazda-gwiazda (Yy) – stosowany jest w jednostkach wszystkich mocy i napięć. Z uwagi na to, że dopuszcza tylko 10% asymetrii, znajduje szczególne zastosowanie w dużych jednostkach, kojarzących sieci wysokiego napięcia, w których w zasadzie nie występują znaczniejsze asymetrie obciążenia.
- gwiazda-trójkąt (Yd) – stosowany jest w transformatorach podwyższających dużej mocy (transformatory blokowe).

Pełny symbol grupy połączeń transformatora, oprócz liter oznaczających układ połączeń uzwojenia górnego i dolnego napięcia, zawiera liczbę oznaczającą kąt godzinowy przesunięcia fazowego między wskazami równoimiennych faz uzwojeń dolnego i górnego napięcia.
W polskich sieciach elektroenergetycznych najczęściej są stosowane transformatory o następujących grupach połączeń: Yy0, Yz5, Dy5, Yd5, Yd11, Dy11. Układ Yy0 jest stosowany w przypadkach, gdy obciążenie przewodu ochronno-neutralnego nie przekracza 10% prądu znamionowego transformatora. Przy większych obciążeniach przewodu PEN stosuje się układ Yz5 dla transformatorów o mocy do 250 kVA lub Dy5 dla mocy większych od 250 kVA. Układy Yd11 i Dy11 są stosowane dla mocy powyżej 1600 kVA.

## Dane znamionowe
Dane umieszczane na tabliczce znamionowej transformatora energetycznego noszą nazwę wielkości znamionowych. Podstawowymi wielkościami znamionowymi transformatora są:
- moc pozorna
- napięcia i prądy strony wtórnej i pierwotnej
- częstotliwość
- napięcie zwarcia
- sposób chłodzenia
- masa
- zmierzone straty znamionowe: jałowe i obciążeniowe

W przypadku transformatorów trójfazowych dochodzi do tego jeszcze grupa układów połączeń, uwidoczniająca również sposób połączeń uzwojeń (gwiazda, trójkąt, zygzak). Ogólnie dane znamionowe określają warunki pracy, dla których transformator został zbudowany.
Moce znamionowe transformatorów instalowanych w elektrowniach są dostosowane do mocy pozornej generatorów. Moce znamionowe transformatorów sieciowych tworzą szereg: 16, 25, 40, 63, 100, 160, 250, 400, 630, 800 kVA oraz 1, 1,6, 2,5, 3,15, 4, 5, 6,3, 8, 12,5, 16, 20, 25, 31,5, 40, 50, 63 MVA. Większe moce nie są znormalizowane, spotyka się transformatory: 100, 160, 250, 400, 1000 i 1500 MVA.